# Fermín Trueba
Fermín Trueba Pérez (Sierrapando, Torrelavega, Cantábria, 26 de agosto de 1915 - Madrid, 1 de maio de 2007) filho de José Trueba Sañudo e Victoria Pérez García foi um ciclista espanhol profissional. Era o sexto de oito irmãos e em casa lhe apelidavam O Mini pela sua baixa estatura, este mote acompanhou-lhe o resto da sua vida desportiva. Fermín se "enganchou" ao ciclismo seguindo as façanhas do seu irmão Vicente, que era naqueles momentos um dos melhores corredores espanhóis e um dos mais destacados escaladores do Tour de France. Assim começou a dar as suas primeiras pedaladas no velódromo de Torrelavega, em 1930, e dois anos depois estreiou em estrada ganhando já sete carreiras.
Foi em 1933, depois de ganhar uma importante prova em Biscaia, quando Fermín salta à fama. Ao ano seguinte o pequeno dos Trueba se destapa como um dos melhores escaladores nacionais, com o seu triunfo na escalada a Santo Domingo em Bilbao, prova que ganharia outras cinco vezes mais ao longo da sua carreira desportiva, batendo assim um recorde.
Este liviano ciclista destacava em todos os terrenos. No ano de 1935, já com um grande palmarés, participou com a equipa ciclista B-H -junto com os seus irmãos Vicente e Manuel- na primeira edição da Volta a Espanha. Fermín abandonou na quarta etapa depois de uma queda. Apesar deste entrave, é seleccionado para disputar o Tour de France desse ano, mas uma doença impede-lhe ir. Ao ano seguinte também se especula com a sua participação na ronda gala, mas desta vez fica sem ir por incorporar ao serviço militar. Fermín volta a combinar-se com o mel nos lábios e sem "Tour" nem Giro d'Italia. Ambas provas queriam contar com o escalador cántabro em sua saída, mas o destino se pôs em seu contra. Mais tarde, a Guerra Civil foi a que lhe voltou a impedir a sua assistência no "Tour" e o "Giro", pois durante o confronto bélico espanhol estava proibido de sair ao estrangeiro; e depois de estoirar a Segunda Guerra Mundial as grandes carreiras europeias suspenderam-se até 1948, ano no que Fermín já se encontrava retirado sem ter tido a oportunidade de tomar parte destes grandes eventos.
Foi ciclista durante 16 anos -dois deles mal pôde correr por estar enlistado- e durante esse tempo o ciclista de Sierrapando se proclamou campeão da Espanha em cinco ocasiões, quatro delas no Nacional de Montanha. Ademais correu a Volta a Espanha em cinco ocasiões, e em 1941, na terceira edição da rodada nacional, obteve a sua melhor classificação com um segundo posto na geral individual (por detrás, tão só um minuto, de Berrendero), o triunfo no grande prêmio da montanha e duas vitórias de etapa. Estes foram os seus sucessos mais importantes ainda que também destacaram as suas vitórias nas famosas Subidas ao Naranco.
No ano de 1947 Fermín retira-se da competição. Morreria a 1 de maio de 2007 no seu domicílio de Madrid, sendo recordado em Cantábria como o último representante varão dos Trueba, aquela famosa saga de ciclistas cántabros que marcou toda uma época no panorama desportivo espanhol e europeu, como um dos ciclistas grandes da história que tem dado esta região e como um dos melhores escaladores dos anos 30 e 40.

## Palmarés
| - 1935 - 2 etapas da Volta a Galiza - 1936 - 1 etapa da Volta a Espanha - 1938 - Campeonato da Espanha em Estrada - 1939 - 1 etapa da Volta à Catalunha - Clássica dos Portos - 3.º em Campeonato da Espanha em Estrada - 3 etapas da Volta a Aragão - 1940 - Campeonato da Espanha de Montanha - Volta a Cantábria, mais 2 etapas - 2 etapas do Circuito do Norte - 1941 - Campeonato da Espanha de Montanha - Circuito do Norte, mais 1 etapa - 2.º na Volta a Espanha, mais duas etapas e classificação da montanha - 1 etapa na Volta à Catalunha - 1 etapa da Volta a Navarra | - 1942 - Campeonato da Espanha de Montanha - Subida ao Naranco - 2 etapas na Volta à Catalunha - 1943 - 1 etapa do G. P. Prefeitura de Bilbao - 1 etapa da Volta ao Levante - 1944 - Campeonato da Espanha de Montanha - 1 etapa na Volta à Catalunha - 1945 - Subida ao Naranco - 2.º no Campeonato da Espanha de Montanha - 1 etapa do Circuito do Norte - 1946 - Subida ao Naranco - 2.º no Campeonato da Espanha de Montanha |

## Resultados nas grandes voltas
| Carreira           | 1934 | 1935 | 1936 | 1937 | 1938 | 1939 | 1940 | 1941 | 1942 | 1943 | 1944 | 1945 | 1946 |
| ------------------ | ---- | ---- | ---- | ---- | ---- | ---- | ---- | ---- | ---- | ---- | ---- | ---- | ---- |
| Giro d'Italia      | -    | -    | -    | -    | -    | -    | -    | -    | -    | -    | -    | -    | -    |
| Tour de France     | -    | -    | -    | -    | -    | -    | -    | -    | -    | -    | -    | -    | -    |
| Volta a Espanha    | -    | Ab.  | 9.º  | -    | -    | -    | -    | 2.º  | Ab.  | -    | -    | Ab.  | -    |
| Mundial em Estrada | -    | -    | -    | -    | -    | -    | -    | -    | -    | -    | -    | -    | Ab.  |

## Curiosidades
- Fermín Trueba mantém, a dia de hoje, o recorde de ser quem mais vezes tem ganhado a mítica Subida ao Naranco (ganhou em 1942, 1945 e 1946).
- Tem sido o máximo ganhador dos Campeonatos da Espanha de Montanha (ganhando em 1941, 1942, 1943 e, depois de uma paragem, em 1944. Em 1945 e 1946 foi segundo).
- Possui o recorde de Subidas a Santo Domingo (seis ao todo).